# Lotte Möller
Sophie Charlotte „Lotte“ Juliane Möller (* 17. Juni 1893 in Koblenz; † 22. Juni 1973 in Göttingen) war eine deutsche Geographin, Hydrographin und Meeresbiologin. Sie war die erste Professorin für Ozeanographie in Deutschland.

## Leben

### Schule und Studium
Lotte Möller war die Tochter eines Beamten im preußischen Landwirtschaftsministerium und besuchte nach dessen Versetzung und dem Umzug der Familie eine öffentliche Mädchenschule und ein Oberlyzeum in Berlin-Friedenau und Steglitz. 1914 schloss sie das Schulausbildung ab und erhielt mit dem Lehrerinnenexamen die Zulassung zum Hochschulstudium. Sie studierte Mathematik, Naturwissenschaften und Geographie an der Universität Berlin. Möller besuchte die Vorlesungen und Übungen der Mathematiker Konrad Knopp, Friedrich Schottky und Issai Schur und die Physik-Vorlesungen von Max Planck. Nachdem ihr Studium zunächst überwiegend auf die Mathematik ausgerichtet war, wandte sie sich bald der Geographie zu. Sie nahm an den Vorlesungen und Exkursionen des Leiters des Instituts für Meereskunde, Albrecht Penck, und an den Lehrveranstaltungen zur Seenkunde von Alfred Merz teil. In einem in den Personalakten erhaltenen Lebenslauf erklärte sie später: „Ich wählte die Meereskunde als Spezialgebiet, da sie als einziges Spezialgebiet der Geographie die mir mehr zusagende exakt mathematisch-physikalische Darstellung der Erscheinungen gestattet.“
Als Studentin befasste sie sich seit 1916 mit Limnologie, namentlich mit Temperaturmessungen am Sacrower See. 1917 und 1918 arbeitete sie in der Entwicklung von Telegraphentechnik und unternahm Gezeitenforschung in der Nordsee. 1920 erwarb sie das erste und 1921 das zweite Staatsexamen in Geographie. Anschließend unterrichtete sie als Lehrerin in Berlin, nahm aber weiter an Veranstaltungen der Universität teil.

### Karriere
1921 forschte sie im Sommer auf einem Forschungsschiff in der südlichen Nordsee. Sie wurde 1923 Hilfsassistentin bei Alfred Merz im Institut für Meereskunde der Universität Berlin und promovierte im Februar 1925 mit einer Arbeit unter dem Titel Die Deviation bei Strommessungen im Meere. 1926 erhielt Möller eine planmäßige Assistentenstelle. Sie bereitete mit Merz die von 1925 bis 1927 dauernde Deutsche Atlantische Expedition des Forschungsschiffs Meteor in den Südatlantik vor. Als Frau konnte sie nicht selbst an der Forschungsreise teilnehmen, da ihr das die deutsche Marine verweigerte. Stattdessen nahm sie an Land die Proben entgegen und analysierte sie in Berlin. 1928 erhielt sie für ihre Arbeiten hierzu die Meteor-Medaille der Notgemeinschaft der deutschen Wissenschaft. Von dieser wurde sie in den Folgejahren auch mit Geräten und Sachbeihilfen gefördert. Zunächst arbeitete sie als Hilfskraft in der Zoologischen Sammlung in München, dann, ab 1927 als Gastwissenschaftlerin der von Richard Goldschmidt
Nach dem Tod von Merz im Jahr 1925 vollendete Möller dessen Arbeiten über die Hydrographie von Bosporus und Dardanellen und veröffentlichte sie 1928. 1926 konnte sie auf einem Forschungsschiff im Mittelmeer mitreisen und meteorologische Messungen durchführen. 1927 und 1928 besuchte sie die Meeresforschungsanstalt im norwegischen Bergen, wo sie über interne Wellen in Fjorden, deren Wasserschichtung und Hydrographie forschte. Die Ergebnisse ihrer Forschungen veröffentlichte sie 1931. Nach Merz’ Tod geriet Möller in Konflikt mit ihrem Kollegen Georg Wüst, der zwar Kurator wurde, aber darüber verärgert war, dass Lotte Möller von Merz testamentarisch mit der Bearbeitung von dessen Nachlass beauftragt worden war. Letztendlich zog sich Möller von der Bearbeitung der Meteor-Daten zurück und wechselte von der Meeresforschung zur Limnologie, um die Auseinandersetzungen mit Wüst zu vermeiden.
Im Juli 1929 habilitierte Möller sich im Fach „Geographie unter besonderer Berücksichtigung der Hydrographie“. Ihre Habilitationsschrift Die Zirkulation des Indischen Ozeans auf Grund von Temperatur- und Salzgehaltstiefenmessungen und Oberflächenstrombeobachtungen wurde von Albert Defant, Norbert Krebs und Albrecht Penck begutachtet. Defant hob in seiner Beurteilung die von Möller erbrachten wissenschaftlichen Leistungen hervor, namentlich die Bearbeitung der hinterlassenen Veröffentlichung des verstorbenen Merz, die Unterstützung der Meteor-Expedition und die Forschungen am Sacrower See. Krebs verglich Möller in seinem Gutachten direkt mit Georg Wüst, der sich kurz zuvor mit einer Arbeit über Schichtung und Tiefenzirkulation im Pazifik als Erster auf diesem Gebiet in Deutschland habilitiert hatte. Krebs hob Möllers bessere Fähigkeiten, die größere Vielseitigkeit ihrer Arbeitsgebiete und die Zufriedenheit der Studenten hervor. Möllers Habilitation war insgesamt erst die vierte einer Frau an der Universität Berlin. Die Ergebnisse ihrer Habilitation fanden 1942 Eingang in das Lehrbuch The Oceans von Harald Sverdrup. Insbesondere zeigte Möller, dass die Tiefseeströmungen von den Oberflächenströmungen abhingen, die sie mit monatlichen Variationen kartierte. Darüber hinaus beschrieb sie erstmals die Indische Zirkulation.
Möller wurde nach ihrer Habilitation Privatdozentin für die Hydrographie von Binnengewässern. Sie leitete eine 1927 von ihr gegründete Forschungsstation am Sacrower See, in der auch Studenten ausgebildet wurden. 1931 erarbeitete sie für die Marineleitung eine Anweisung für die Berechnung von Gezeiten in der Deutschen Bucht, 1933 veröffentlichte sie eine Beschreibung der Gezeiten dieses Gebiets. 1933 war sie eine der wenigen Assistentinnen an der Universität Berlin und sie trat zum 1. Mai 1933 der NSDAP bei (Mitgliedsnummer 2.658.529), um gegenüber ihrem Kollegen und Konkurrenten Wüst, der diesen Weg ebenfalls beschritt, nicht ins Hintertreffen zu geraten und um ihre Stellung als einzige verbliebene Frau (von sechs) mit Assistenzstelle in den Naturwissenschaften an der Universität zu behalten. 1934 wurde sie Kustodin am Institut für Meeresforschung, dessen Leiter Albert Defant war, 1935 außerordentliche und 1939, gleichzeitig mit Wüst, außerplanmäßige Professorin. Leiter der kriegsbedingt neu geschaffenen Abteilung für Kontinentalhydrographie wurde im April 1942 Möllers Konkurrent Wüst, der damit beamteter außerordentlicher Professor wurde. Möller war von Defant eigentlich für diese Stelle vorgesehen gewesen, konnte aber vom Ministerium für Wissenschaft, Erziehung und Volksbildung aus grundsätzlichen Erwägungen nicht berücksichtigt werden. Sie wurde stattdessen in Wüsts Nachfolge Gruppenleiterin und erhielt einen bezahlten Lehrauftrag.

### Zweiter Weltkrieg und Nachkriegsjahre
Im Zweiten Weltkrieg arbeitete Möller für die deutsche Kriegsmarine. Sie erstellte 1941 Gezeitenkarten von Helgoland und vom Golf von Biskaya. Ihre Auswertungen hydrographischer Daten aus den besetzten Ostgebieten betrafen zum Beispiel die Flussgebiete von Bug und Prypjat, und 1942 einen geplanten Kanal von der Weichsel zum Dnepr. Bei einem Aufenthalt im besetzten Polen erkrankte sie 1942 schwer an Rückfallfieber. Sie war beim Hydrographischen Institut in Potsdam für Spree und Havel zuständig und kam später, nachdem Bombenangriffe die Arbeit an ihrem Institut unmöglich machten und die Bibliothek und Instrumente in einen Salzstock eingelagert worden waren, in die Nautische Abteilung der Marineleitung. Dort war sie verantwortlich für die Messung von Gezeiten und Strömungen.
Wegen ihrer NSDAP-Mitgliedschaft wurde Möller Ende Dezember 1945 fristlos entlassen. Sie ging im Februar 1946 an die Akademie für Raumforschung und Landesplanung in Göttingen, wo sie regionale Grundwasseranalysen durchführte.
Möller beantragte 1950 vergeblich die Entlassung in den vorzeitigen Ruhestand, um sich der Forschung widmen zu können. 1952 erhielt sie einen unbezahlten Lehrauftrag an der Universität Göttingen. Eine Stelle als Leiterin der Abteilung Meereskunde am Hydro-Meteorologischen Institut in Stralsund konnte sie wegen der Folgen ihrer Rückfallfieber-Erkrankung und eines Verkehrsunfalls nicht antreten. Erst 1956 habilitierte sie in Göttingen um und wurde außerplanmäßige Professorin für Geographie und Hydrographie. Im Wintersemester 1957/1958 hielt sie an der Ludwig-Maximilians-Universität München noch eine Vorlesung mit Übungen ab und ging dann in den Ruhestand. Ihre letzten Jahre verbrachte sie in Göttingen.

## Mitgliedschaften
Möller war seit 1926 im Deutschen Akademikerinnenbund (DAB) in Berlin aktiv und ab 1929 in dessen Vorstand. Sie war Vorsitzende des Verbandes der Hochschullehrerinnen Deutschlands.
1940 wurde Möller dank der Unterstützung von Albrecht Penck an die Leopoldina berufen.
1953 wurde sie korrespondierendes Mitglied der Geographischen Gesellschaft zu Hannover.

## Schriften (Auswahl)
- Die Deviation bei Strommessungen im Meere. (= Veröffentlichungen des Instituts für Meereskunde an der Universität Berlin, Reihe A, Geographisch-naturwissenschaftliche Reihe, N. F. Heft 13). E. S. Mittler, Berlin 1924. Zugleich Dissertation: Universität Berlin, Philosophische Fakultät 1925, ZDB-ID 520750-2.
- Florida- und Antillenstrom. Eine hydrodynamische Untersuchung. In: Die Naturwissenschaften. Band 13, Nr. 27, 1925, S. 600–603, doi:10.1007/BF01578193.
- Alfred Merz (Bearbeitung Lotte Möller): Hydrographische Untersuchungen in Bosporus und Dardanellen. (= Veröffentlichungen des Instituts für Meereskunde an der Universität Berlin, Reihe A, Geographisch-naturwissenschaftliche Reihe, N. F. Heft 18.1 (Textband) und 18.2 (Atlas)). E. S. Mittler, Berlin 1928, ZDB-ID 520750-2.
- Die Zirkulation des Indischen Ozeans auf Grund von Temperatur- und Salzgehaltstiefenmessungen und Oberflächenstrombeobachtungen. (= Veröffentlichungen des Instituts für Meereskunde an der Universität Berlin, Reihe A, Geographisch-naturwissenschaftliche Reihe, N. F. Heft 21). E. S. Mittler, Berlin 1929. Zugleich Habilitation: Universität Berlin, Philosophische Fakultät 1929, ZDB-ID 520750-2.
- Wasserschichtung und -Bewegung in Meerengen. In: Annalen der Hydrographie und Maritimen Meteorologie. Band 59, 1931, S. 8–17, ISSN 0174-8114.
- Das Tidegebiet der Deutschen Bucht. Die Vertikalkomponente der Gezeiten, (= Veröffentlichungen des Instituts für Meereskunde an der Universität Berlin, Reihe A, Geographisch-naturwissenschaftliche Reihe, N. F. Heft 23). E. S. Mittler, Berlin 1933, ZDB-ID 520750-2.
- Stechlin-See und Sakrower See. Ein Beitrag zur Charakteristik eutropher und oligotropher Seetypen. In: Archiv für Hydrobiologie. Band 29, 1935, S. 137–156, ZDB-ID 459-5.
- Hydrographische Untersuchungen im Frischen Haff 1933 bis 1936. Methodische Bemerkungen über die Erfassung der Strömungen und ihrer Schwankungen. In: Zeitschrift der Gesellschaft für Erdkunde zu Berlin. Nr. 7/8, 1937, S. 262–277, ISSN 1614-2055.
- Die in den einzelnen Ostseestaaten zu Abflußmengen- und Strömungsmessungen verwandten Geräte und Verfahren. Besprechung einiger Neuerungen. In: Berichte und Mitteilungen der VI. Baltischen Hydrologischen Konferenz. Band 2, Teil 18, Reichsministerium für Ernährung und Landwirtschaft, Landesanstalt für Gewässerkunde und Hauptnivellements, Berlin 1938, ZDB-ID 575331-4.
- Naturräumliche Gliederung Niedersachsens auf grund der chemischen Beschaffenheit der Grund- und Oberflächengewässer. In: Neues Archiv für Niedersachsen, Zeitschrift für Stadt-, Regional- und Landesentwicklung. 1949, S. 787–802, ISSN 0342-1511.
- Die chemische Beschaffenheit der Grund- und Oberflächengewässer Nordwestdeutschlands in Beziehung zu den geologischen Verhältnissen. In: Wilhelm Rodhe (Hrsg.): Verhandlungen Internationale Vereinigung für Theoretische und Angewandte Limnologie. Proceedings International Association of Theoretical and Applied Limnology. Travaux Association Internationale de Limnologie Théorique et Appliquée. Congress in Switzerland, August 1948 (10. Mitgliederversammlung). Schweizerbart, Stuttgart 1949, S. 317–334, ZDB-ID 201642-4